# Фен (уређај)
Фен је електрични уређај за сушење косе. Изумитељем овог уређаја сматра се француски фризер Александар Годфој који га је и први применио у свом салону 1890. Тек у двадесетим годинама наредног века су се фенови појавили и у продаји. Састављен је од комбинованих елемената — грејача и вентилатора. Покретање вентилатора врши мотор мале снаге (око 10W), који убацује ваздух кроз отворе на бочним зидовима фена, тако да струји поред грејача, а затим, тако загрејан, излази кроз отвор на предњем делу апарата. Прекидач за команду поставља се на ручку, и има један или два степена укључења. Тиме се постиже истовремено укључење грејача и вентилатора, мада се може пуштати у рад само вентилатор, без грејања. Свеукупно, фен има снагу око 450W.